# Pedro de Mendoza y Luján
Pedro de Mendoza y Luján (Guadix, Regne de Granada, ca. 1487 - oceà Atlàntic, prop de les Illes Canàries, 23 de juny de 1537) fou un militar de familia noble, almirall i conquistador espanyol, primer adelantado i governador de la Governació de Nova Andalusia, territori que comprenia des de la governació concedida a Diego de Almagro, al nord, fins al paral·lel 35°S, on limitava amb la governació concedida a Simón de Alcazaba y Sotomayor, punt d'origen del Regne de la Patagònia (Tehuelches), encara sense descobrir. Fundà la primera ciutat de Buenos Aires el 3 de febrer de 1536.

## Biografia
Nascut en el si d'una poderosa família de comerciants, pertanyents a la Casa de Mendoza, era descendent dels ducs de l'Infantado i el seu pare pertanyia a l'aristocràcia castellana.
Ingressà sent molt jove al servei del rei a la cort del rei Carles V com a patge, acompanyà al rei en el seu viatge a Anglaterra el 1522. El 1524 rebé el títol de Cavaller d'Alcántara i més endavant canvià aquest orde per la de Sant Jaume.
En 1527 participà de la guerra entre les tropes de Carles V i els Estats Pontificis, comandats pel papa Climent VII, i prengué part en el Saqueig de Roma de 1527, del qual se'n beneficià personalment.
El 1533, gràcies als bons oficis de la seva parenta María de Mendoza, muller de l'influent Francisco de Cobos, començà les gestions que posteriorment el convertirien en conquistador del Plata.

### Expedició a Amèrica del Sud
El descobriment i conquesta del Paraguai i els voltants del Riu de la Plata, d'enorme importància comercial i estratègica, estaven encara fer concloure, i el rei Carles V no trobava finançament ni homes disposats a afrontar la perillosa i incerta empresa. El principal motiu per enviar tropes a aquella part d'Amèrica del Sud era protegir les possessions de Carles V davant els avenços dels portuguesos. A més, hi havia una llegenda promoguda pels indígenes que parlava de fabuloses riqueses a la zona, cosa que incrementava l'ambició dels conquistadors espanyols.
Des del descobriment del Brasil, per part de Pedro Álvares Cabral el 1500, els portuguesos amenaçaven d'expandir-se cap al sud, cap al riu de la Plata i més enllà, privant als espanyols de valuoses possessions a Amèrica. Fou en aquestes circumstàncies que Mendoza proposà a Carles V, el 1534, fer-se càrrec amb el seu propi patrimoni del disseny i conducció d'una expedició a l'Atlàntic Sud que reafirmés la sobirania de Castella sobre aquelles regions. A canvio Carles V nomenà a Mendoza el 21 de maig de 1534 comandant militar de la zona a conquistar ("Adelantado"), amb potestat per a fundar fortaleses i pobles.
El 21 de maig de 1534 el rei firmà a Toledo les capitulacions que atorgaven a Pedro de Mendoza el títol d'adelantado, governador i capità general dels territoris a conquistar entre els 25º i 36º de latitud sud. El 24 d'agost de 1535 Mendoza salpà del port de Sanlúcar de Barrameda al comandament d'una expedició composta per entre 11 i 14 naus i uns 3.000 homes amb l'objectiu de transportar en dos anys un miler de colons, cent cavalls, fundar tres fortaleses i construir un camí reial des del Riu de la Plata fins a l'oceà Pacífic. Mendoza es va endur amb ell vuit sacerdots, un metge i un cirurgià. El nomenament com a adelantado l'habilitava per quedar-se amb la meitat dels tresors agafats als indígenes i el 90% dels rescats de presoners. L'acompanyaren el seu germà Diego de Mendoza, els seus parents Gonzalo i Francisco i el germà de Santa Teresa de Jesús, Rodrigo de Cepeda y Ahumada.
La flota de Mendoza va ser dispersada per una violenta tempesta davant la costa del Brasil. Després de reagrupar-se la flota van desembarcar a la costa brasilera, on Mendoza va emmalaltir i es va veure obligat a cedir el comandament al seu lloctinent Juan de Osorio, el qual va donar mostres de traïció i desfalc, per la qual cosa Mendoza el va fer ajusticiar. En recuperar-se de la seva malaltia va fer-se de nou a la mar, posant rumb al sud.

### Arribada al riu de la Plata
L'expedició s'endinsà al riu de la Plata a mitjans de gener de 1536 i desembarcaren a l'illa San Gabriel, davant l'actual ciutat de Colonia del Sacramento. El 22 de gener els soldats i resta d'expedicionaris juraren fidelitat i obediència a Mendonza, el qual començà a exercir el càrrec de governador aquell mateix dia.
Després de reconèixer les dues costes de l'estuari de la Plata, Mendoza decidí establir-se al marge dret, en un indret on trobà fonts d'aigua potable i una costa relativament accessible.

### Primera fundació de Buenos Aires

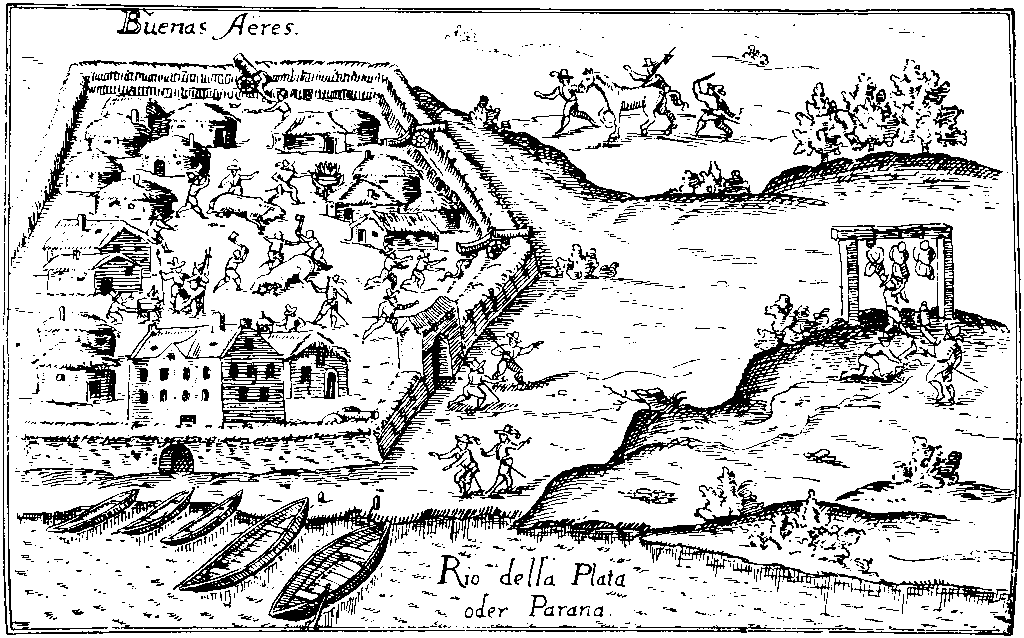
Buenos Aires poc després de la seva fundació por Pedro de Mendoza (dibuix d'Ulrich Schmidl, membre de l'expedició, 1536).

El 2 o 3 de febrer de 1536, Mendoza fundà en aquell indret un port defensat per dos primitius forts, on s'estableix amb els seus expedicionaris, i l'anomena Santa María del Buen Ayre, en referència a una mare de déu dels mariners de Sardenya.
Un cop instal·lats els castellans es troben amb una gran host d'aborígens pampes coneguts com a querandís, als quals subornen amb aliments perquè els deixin estar allà. Aquesta ciutat primigènia estava establerta en una zona baixa i inundable, pantanosa i insalubre, des d'on els mosquits propagaven malalties i epidèmies. Alhora, el maltractament cap als indígenes va fer que aquests deixessin de freqüentar el campament.
La manca d'aliments va obligar Mendoza a enviar guarnicions en totes direccions per buscar aliments, però foren atacades per partides d'indígenes pampes. Desitjós d'resoldre el problema, don Pedro va enviar un exèrcit comandat pel seu germà per atacar els pampes, però foren derrotats, morint dos terços de les tropes, en un enfrontament en què Diego de Mendoza també va morir el 15 de juny i al qual els historiadors coneixen com "Combat de Corpus Christi", prop del riu Luján i de l'emplaçament de l'actual ciutat homònima de la província de Buenos Aires.
L'èxit d'aquesta batalla va donar confiança als querandís, que van començar a atacar amb més freqüència la ciutat, impedint als castellans sortir dels refugis per aconseguir aliments. A les malalties i la violència es va sumar la inanició com a causa comuna de mort entre els conqueridors. A finals de juny els indígenes van reunir un gran exèrcit format per 23.000 homes, segons Ulrich Schmidl, que es dedicà a assetjar la ciutat.

### Destrucció de la primera Buenos Aires
Finalment, el desembre de 1536 els querandís aconseguiren vulnerar per primera vegada les defenses de la ciutat, penetrant al seu interior, incendiant-la i destruint-la totalment.
Mendoza i alguns dels seus homes aconseguiren escapar a la posterior matança, fugint cap al fort de Sancti Spiritu, a l'actual província argentina de Santa Fe, que havia estat establert sobre el riu Carcarañá deu anys abans per Sebastià Cabot. Des d'allà Mendoza va enviar una petita partida comandada pel seu lloctinent Juan de Ayolas cap al nord, reconeixent les ribes del riu, que no va obtenir cap èxit remarcable.

### Mort de Mendoza
Ayolas, assetjat per les pestes, la fam i els continus atacs dels indis, no va poder complir amb la tasca encomanada i, derrotat, va tornar a Sancti Spiritu. Mendoza, descoratjat per les males notícies del seu home de confiança, i sentint-se malalt i desanimat, va delegar el comandament del fort a Francisco Ruiz Galán fins que Ayolas tornés i va decidir embarcar-se cap a Espanya el 22 d'abril de 1537.
Pedro de Mendoza va morir a alta mar prop de les Illes Canàries el 23 de juny d'aquell mateix any. El seu cos va ser llançat al mar.